# قلعه دختر یا تپه دختر
قلعه دختر یا تپه دختر در شهرستان گرمسار، بخش ایوانکی، جنوب شهر ایوانکی، ۳۲۰ متری شمال امامزاده ابراهیم واقع شده و این اثر در تاریخ ۲۶ اسفند ۱۳۸۷ با شمارهٔ ثبت ۲۶۱۳۰ به‌عنوان یکی از آثار ملی ایران به ثبت رسیده است.